# Guldvedblomfluga
Guldvedblomfluga (Xylota sylvarum) är en tvåvingeart som först beskrevs av Carl von Linné 1758.  Guldvedblomfluga ingår i släktet vedblomflugor, och familjen blomflugor.
Artens utbredningsområde är Sverige. Arten är reproducerande i Sverige. Inga underarter finns listade i Catalogue of Life.

## Bildgalleri

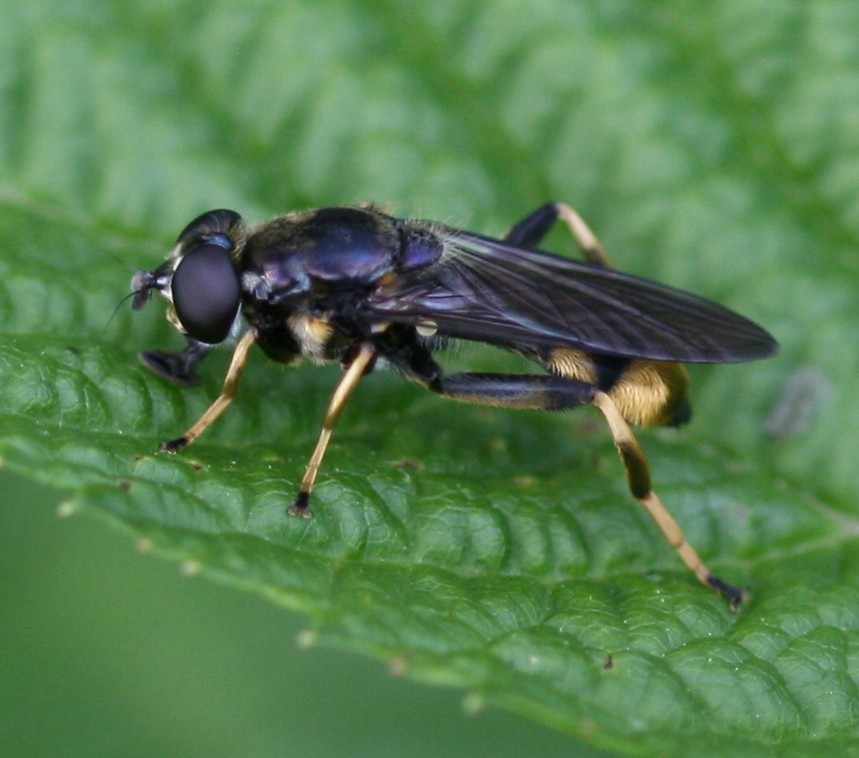
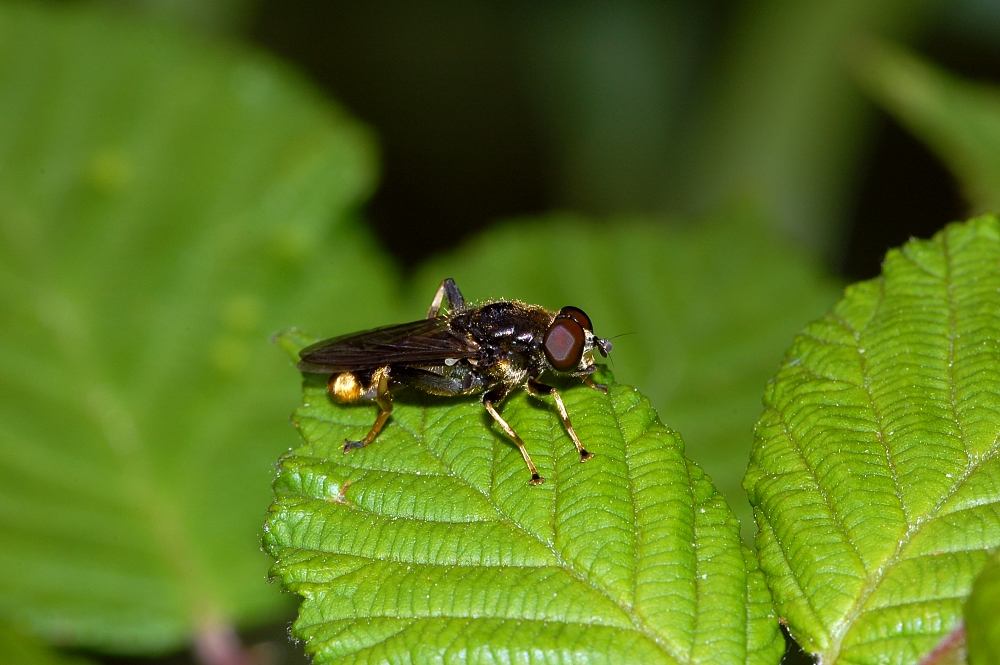
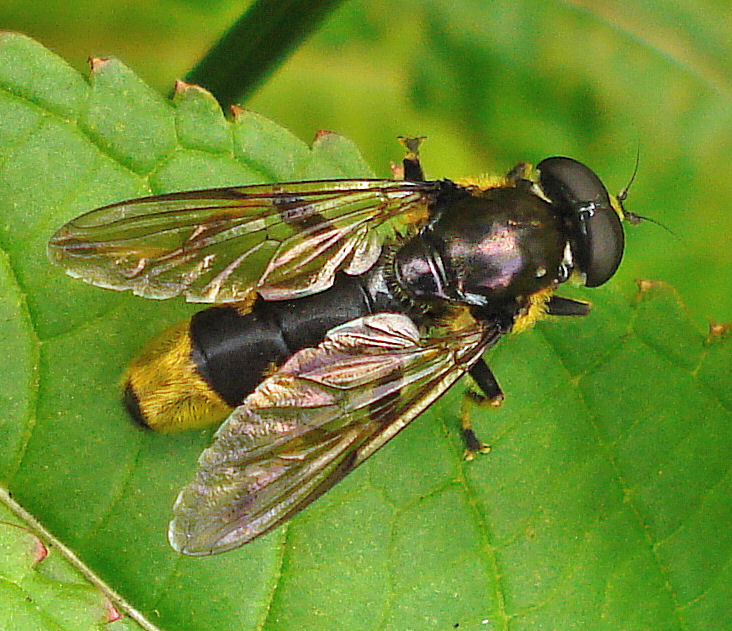
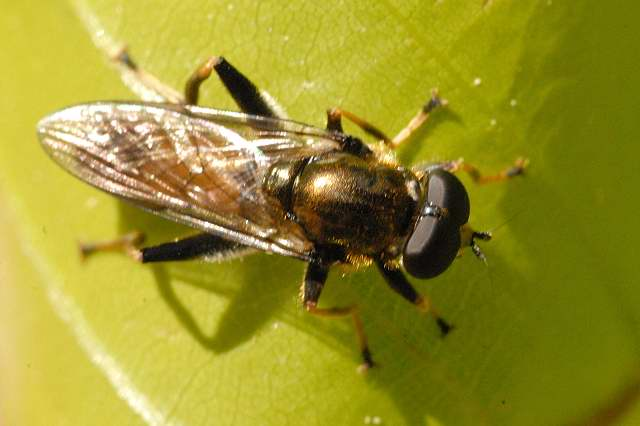
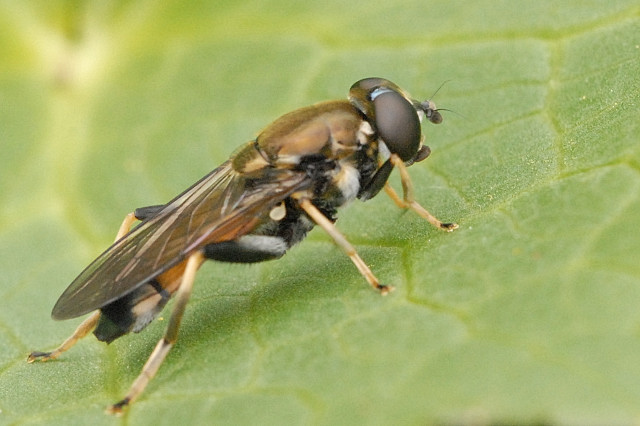